# Campeonato Panamericano de Balonmano Junior Femenino
El Campeonato Panamericano de Balonmano Junior Femenino es la máxima competición de balonmano entre selecciones feminas nacionales de América de hasta 20 años. El torneo se celebra desde el año 1993; la organización corre a cargo de la Federación Panamericana de Balonmano (PATHF) y actualmente se realizan cada dos años (los impares). El Campeonato Panamericano también sirve como torneo de clasificación para el Campeonato Mundial de Balonmano Femenino Junior.

## Ediciones
| N.º  | Año  | Sede                 | Oro       | Plata     | Bronce               |
| ---- | ---- | -------------------- | --------- | --------- | -------------------- |
| I    | 1993 | Brasil               | Brasil    | Argentina | Uruguay              |
| II   | 1997 | Uruguay              | Brasil    | Argentina | Uruguay              |
| III  | 1998 | Estados Unidos       | Brasil    | Canadá    | Puerto Rico          |
| IV   | 2001 | Canadá               | Brasil    | Argentina | Canadá               |
| V    | 2002 | Brasil               | Brasil    | Uruguay   | Argentina            |
| VI   | 2004 | Canadá               | Argentina | Brasil    | Puerto Rico          |
| VII  | 2008 | Argentina            | Argentina | Brasil    | Uruguay              |
| VIII | 2010 | Argentina            | Argentina | Brasil    | República Dominicana |
| IX   | 2012 | República Dominicana | Brasil    | Uruguay   | Argentina            |
| X    | 2014 | Argentina            | Brasil    | Uruguay   | Argentina            |
| XI   | 2016 | Brasil               | Brasil    | Argentina | Chile                |
| XII  | 2018 | Brasil               | Brasil    | Chile     | Paraguay             |

### Medallero histórico
- Actualizado hasta Goiania (Brasil) 2018

| Núm. | País                 | Oro | Plata | Bronce | Total |
| ---- | -------------------- | --- | ----- | ------ | ----- |
| 1    | Brasil               | 9   | 3     | 0      | 12    |
| 2    | Argentina            | 3   | 4     | 3      | 10    |
| 3    | Uruguay              | 0   | 3     | 3      | 6     |
| 4    | Chile                | 0   | 1     | 1      | 2     |
| 5    | Canadá               | 0   | 1     | 1      | 2     |
| 6    | Puerto Rico          | 0   | 0     | 2      | 2     |
| 7    | República Dominicana | 0   | 0     | 1      | 1     |
| 8    | Paraguay             | 0   | 0     | 1      | 1     |
|      | TOTAL                | 12  | 12    | 12     | 36    |